# Erstagårdskliniken

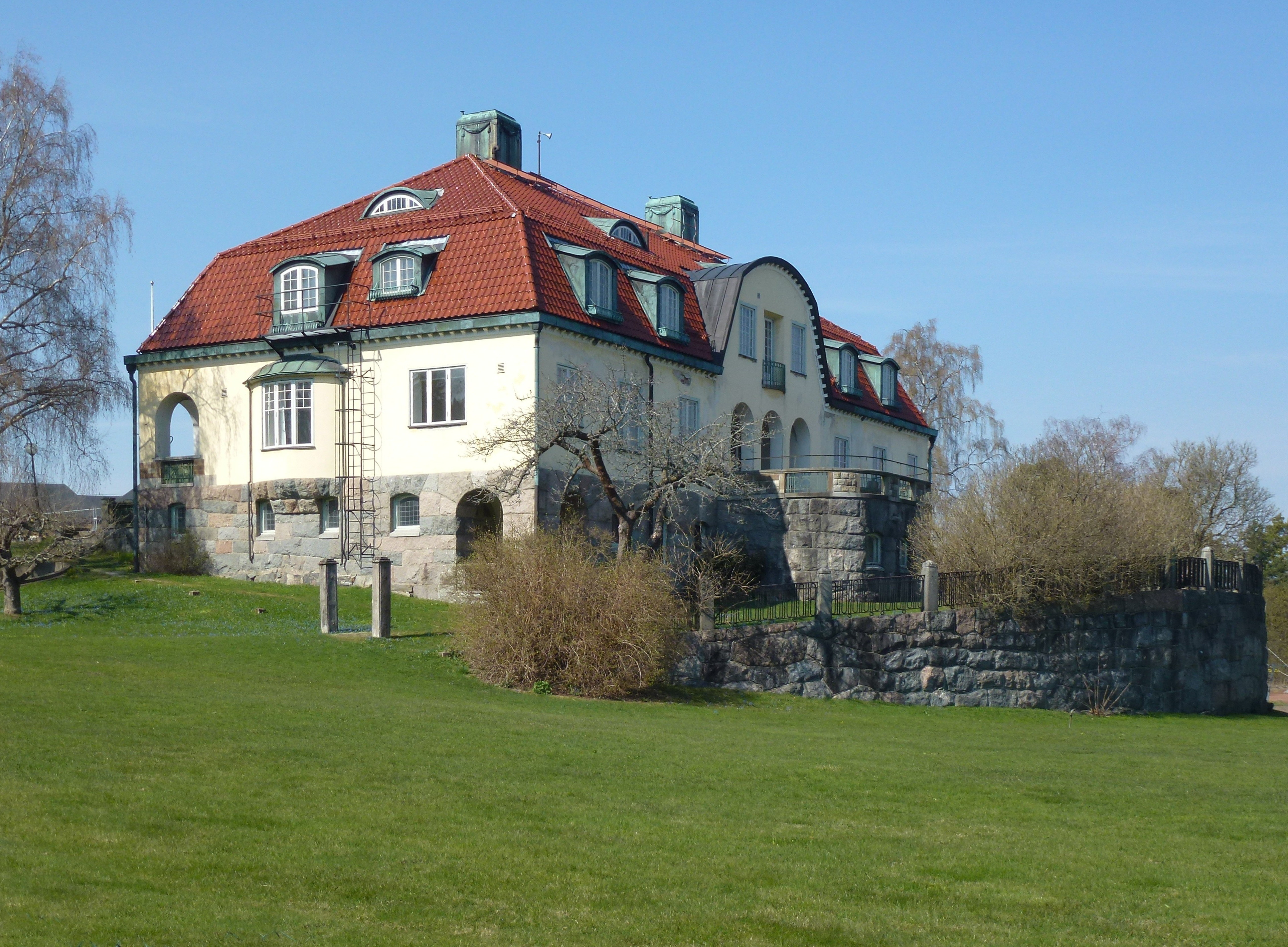
Erstagården, Otto Neumüllers villa.

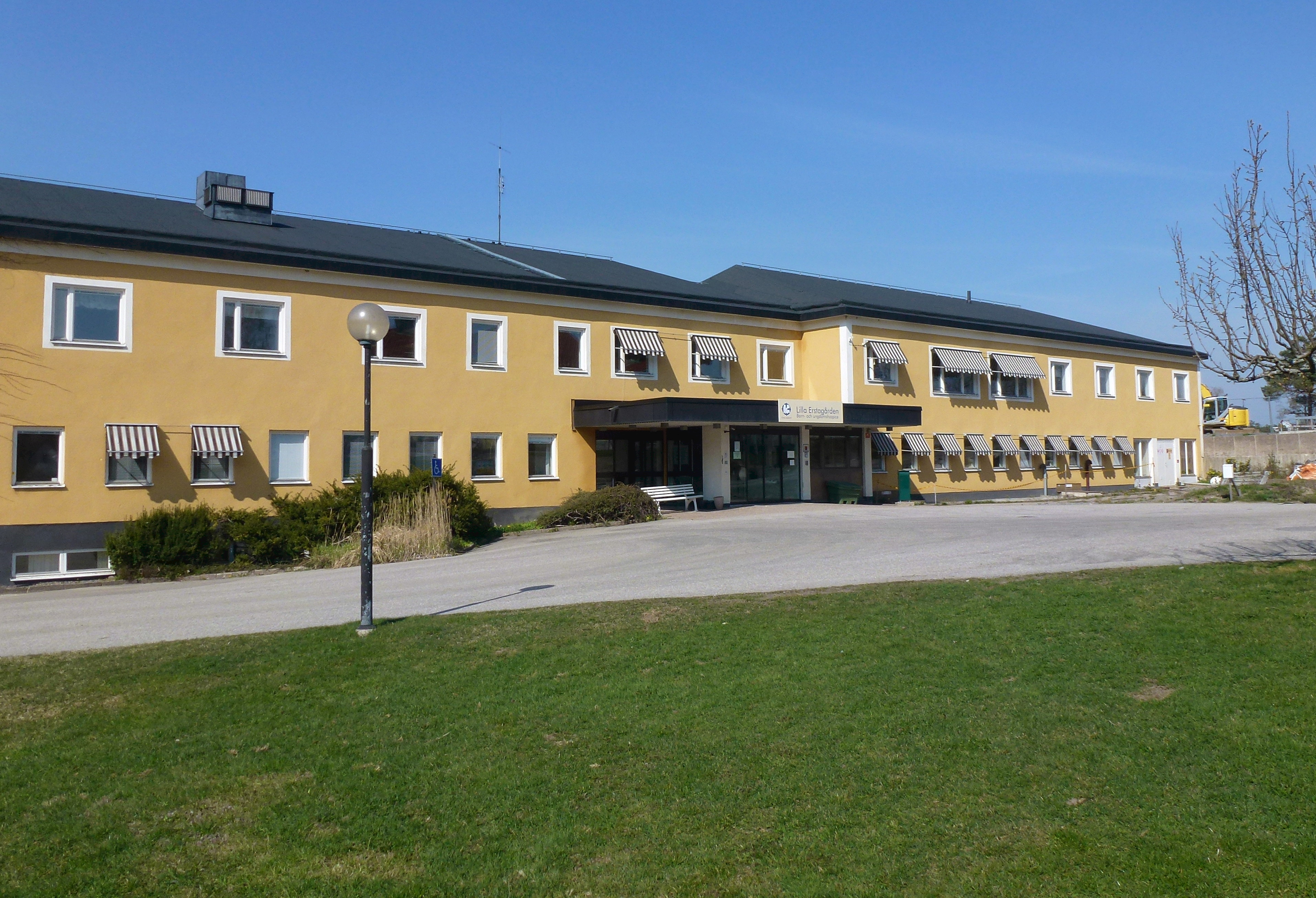
Lilla Erstagården 2014.

Erstagårdskliniken var under åren 1978 till och med 2009 en neurologisk rehabiliteringsklinik och en allmänneurologisk öppenvårdsmottagning. Ersta diakoni stod bakom verksamheten som var belägen i Hästhagen, Nacka kommun i Stockholm. De ekonomiska medlen stod Stockholms läns landsting för. 

## Historik
Början till dagens anläggning var Villa Neumüller, en herrgårdsliknande villa, som Otto Neumüller (son till ölbryggaren Friedrich Neumüller) lät uppföra i Hästhagen år 1906. År 1935 köptes gården Hästhagen med ett par hundra meter fri mark av Svenska diakoniss-sällskapet  för att användas som ett arbetshem för kvinnor med epilepsi. 1978 ändrades verksamheten från enkom epilepsisjukvård till att bli en neurologisk rehabiliteringsklinik. Patienterna kom huvudsakligen från akutsjukhusen efter stroke eller neurokirurgisk operation. Även andra mer ovanliga neurologiska diagnoser erbjöds här rehabilitering. När en patient hade avslutat sin inneliggande rehabilitering följde man upp i öppenvård någon eller några gånger. Erstagårdskliniken var även känd för sitt omhändertagande av människor med läkemedelsberoende huvudvärk, och man tillhandahöll också en allmänneurologisk mottagning. 
Erstagårdskliniken var uppskattad för sin breda och höga kompetens, sitt vackra lugna läge, och sina ändamålsenliga lokaler vari också träningslägenhet och träningsträdgård utvecklats. Vid kliniken bedrevs förutom vård vidareutbildning av läkare, sjuksköterskor, undersköterskor, sjukgymnaster, arbetsterapeuter, logopeder, psykologer och socionomer. Erstagårdskliniken hade redan från start ett uttalat neuropsykologiskt fokus, och det neuropsykologiska tänkandet genomsyrade verksamheten. Särskilt under de första 20 åren bidrog Erstagårdskliniken med sin kunskap för att utveckla Sveriges neurologiska rehabilitering.
På platsen för Erstagårdskliniken finns numera Ersta Barn- & ungdomshospice med namnet Lilla Erstagården.